# Кора (Япония)
Кора (яп. 甲良町 Ко:ра-тё:) — посёлок в Японии, находящийся в уезде Инуками префектуры Сига. Площадь посёлка составляет 13,62 км², население — 7143 человека (1 июля 2014), плотность населения — 524,45 чел./км².

## Географическое положение
Посёлок расположен на острове Хонсю в префектуре Сига региона Кинки. С ним граничат город Хиконе и посёлки Тага, Айсё, Тоёсато.

## Население
Население посёлка составляет 7143 человека (1 июля 2014), а плотность — 524,45 чел./км². Изменение численности населения с 1980 по 2005 годы:
| 1980 | 9058 чел. |  |
| 1985 | 9141 чел. |  |
| 1990 | 8811 чел. |  |
| 1995 | 8569 чел. |  |
| 2000 | 8169 чел. |  |
| 2005 | 8103 чел. |  |

## Символика
Деревом посёлка считается Zelkova serrata, цветком — глициния.